# Sosibi (ministre)
Sosibi (en llatí Sosibius, en grec antic Σωσίβιος "Sosíbios") fou un ministre egipci, el ministre principal de Ptolemeu IV Filopàtor. No se sap res del seu origen, encara que podria ser fill de Sosibi de Tàrent.
Es desconeix també com va arribar a les altes funcions de l'estat però des que va pujar al tron Ptolemeu Filopàtor (222 aC) apareix exercint gran influencia sobre el jove rei i dirigint els afers de palau. Ben aviat, com diu Polibi, va mostrar les seves inclinacions a la tirania. Amb el seu consentiment, per no dir per la seva instigació, Ptolemeu va matar successivament al seu oncle Lisímac, al seu germà Magas, i a la seva mare Berenice. Poc després Cleòmenes III d'Esparta, també fou eliminat.
El jove rei es dedicà als plaers i la luxúria i va deixar a Sosibi els afers financers i militars, que van entrar en decadència. Va esclatar la guerra contra Antíoc III el Gran que va envair Celesíria abans que els egipcis poguessin reunir un exèrcit. Sosibi, amb habilitat, va negociar amb els selèucides mentre guanyava temps per reunir un exèrcit mercenari. El 218 aC Ptolemeu va agafar la direcció de l'exèrcit en persona i Sosibi el va acompanyar i va ser present a la batalla de Ràfia. Després va participar de manera destacada en la negociació del tractat de pau amb Antíoc.
Va conservar el poder sense oposició mentre va regnar Filopàtor, poder que després va compartir amb Agàtocles, però hi ha molt poca informació sobre aquest període. Sosibi també fou l'instigador de l'assassinat d'Arsínoe, esposa i germana de Ptolemeu com abans havia fet amb altres parents. A la mort de Filopàtor era un dels ministres que va assolir la custòdia del jove reu Ptolemeu V Epífanes, però aviat fou substituït i executat pel seu rival.